# 老撾人民革命黨第九次全國代表大會
老撾人民革命黨第九次全國代表大會，簡稱老撾人革黨九大，是老撾人民革命黨每5年舉行一次的全國代表大會，於2011年3月17日至21日在老撾永珍召開。出席大會的代表共有576人，代表当时全国约19.1万党员。

## 過程

### 第一天（3月17日）
大會開幕前，代表們向已故的老撾人革黨前領袖凱山·豐威漢致敬，並向他表達謝意——代表們相信他是民族解放英雄，並為人革黨的革命意識形態奠基。老撾人革黨前領袖坎代·西潘敦則出席了黨代會的開幕儀式。在2011年3月17日出席老撾人革黨九大開幕儀式的代表共有576人。九大的主題是「加強民族凝聚力，增強黨的統一性，提高黨的領導能力，在執行革新政策上有所突破，為在2020年前擺脫不發達國家的行列奠定堅實基礎，繼續向社會主義的目標邁進」。
老撾政府總理通邢·塔馬馮為黨代會致開幕辭，指出代表將審議、通過九大的政治報告和新一份五年社會經濟發展規劃。隨後黨中央組織部長本通·吉瑪尼便報告大會代表的資歷。最後，國家主席兼人革黨中央總書記朱馬利·賽雅貢在大會上宣讀政治報告。報告中提及八大召開（2006年3月）以來老撾不同方面的成就。
朱馬利和通邢都對未來感到樂觀。朱馬利指出，老撾轉變成工業社會的關鍵是實行適當的措施，其中一項措施是優先推動最具潛力的產業；“我們優先發展農林產品加工業和能源業（包括水電能），並同時推動森林保護事業、發展替代能源。”大會決定，第七個五年規劃（2011年–2016年）的每年最低目標經濟增長率定為8%，目標是使國內人均收入在2015年達到1700美元，稻米產量在2015年增至120萬噸，前往該國的外國遊客人數在2015年增至280萬，貧窮人口減至總人口的10%以下，並令年齡介乎15–24歲的少數民族青年脫離文盲行列。

### 第二、三天（3月18–19日）
來自各界別的代表在大會的第二天和第三天發表演說，講述所屬界別過去五年的成就。占巴塞省省委書記兼省長宋賽·西潘敦、新聞文化部長蒙高·奧拉本、財政部部長宋迪·隆迪、教育部部長潘坎·維帕萬、沙耶武里省省委書記兼省長連·提喬、博膠省省委書記兼省長坎曼·順維勒、川壙省省委書記兼省長宋郭·芒諾枚博士、老撾婦聯主席西塞·樂迪蒙頌和豐沙里省省委書記兼省長坎堅·馮珀西均在大會的第二天向大會演講；老撾英文報章《永珍時報》的報道認為這些演講都是值得注意的演講。當天晚上，通邢總理亦向大會報告，而報告的內容則與政治報告、社會經濟發展第七個五年規劃和黨章修改草案有關。翌日，大會分組就以上文件展開研討工作。此外，來自文藝界、學界和模範農業家庭的黨代會代表亦向大會演講。

### 第四天（3月20日）
在大會的第四天，大會代表選出人革黨第九屆中央委員會委員——中央委員會是人革黨的中樞，負責在下一屆黨代會召開之前監督老撾國內的拓展狀況。黨中央組織部長本通·吉瑪尼在中委選舉開始之前向代表通報第九屆中央委員候選人的資歷，而隆再·皮吉則在當日下午委任25名點票委員。中央委員會選舉共有69名候選人，其中61人當選中央委員。第九屆中央委員會中有29%的委員年逾60歲，而年齡介乎45至59歲的委員則佔全體委員的57%。最老的中央委員年屆75歲，最年輕的中央委員年屆42歲。近36%的中央委員持有博士學位。

### 第五天（3月21日）
3月21日，朱馬利為大會致閉幕辭。致辭期間，他感謝賓客、黨員、高官、戰士、民族英雄和組織促使大會成功召開的功勞。他又感謝中國共產黨（中共）、越南共產黨（越共）和其他友好政黨致電祝賀、祝福老撾人革黨九大召開。
剛剛選出的老撾人革黨第九屆中央委員會隨後召開一中全會，選出黨的政治局委員和書記處書記。兩名政治局委員（老撾建國陣線中央主席西沙瓦·喬本潘、中央思想理論和文化領導小組組長沙曼·維亞吉）自此退休。第九屆政治局共有11名委員，而第九屆書記處則有9名書記。全會一致贊成由朱馬利連任黨總書記一職 ，而黨中央紀律檢查委員會主席則由本通出任。全會還通過了九大的決議案，即是社會經濟發展第七個五年計劃，它確定了未來五年老撾的發展目標。

## 外界致賀
世上三個共產主義國家的執政黨都祝賀老撾人革黨召開九大。中華人民共和國國營通訊社新華社報導，第十七屆中共中央總書記胡錦濤致電祝賀朱馬利連任老撾黨總書記，並表示實行集體領導制度的老撾人革黨創下「老挝社会主义建设和革新事业稳步推进，社会和谐稳定，经济快速发展，民生日益改善，国际地位不断提高」的業績。越南共產黨第十屆中央委員會代表越南人民祝賀老撾人革黨成功召開九大，並稱「這次成功（黨代會成功召開）再度肯定老撾人民革命黨正確而創新的政策；老撾人民革命黨是一個堅強的革命黨，在面臨艱險困阻的時候仍然不屈不撓，並全心為民族獨立的目標，為國家的和人民的幸福、為和平事業、民族獨立、世界社會民主與進步而奮鬥。」古巴共產黨（古共）中央委員會第一書記勞爾·卡斯特羅祝賀朱馬利連任老撾黨總書記，並重申古共有意「增進兩黨和兩國人民之間具有歷史意義，而且情同手足的友好關係。」
此外，朝鮮勞動黨中央委員會總書記金正日發信祝賀朱馬利連任黨總書記，並相信朝鮮勞動黨和老撾人革黨的友好合作關係會變得更鞏固。他又希望朱馬利能夠令老撾致富。俄羅斯聯邦共產黨中央委員會向九大參與者發來賀信：「俄羅斯聯邦共產黨中央委員會在此願向老撾人民革命黨第九次全國代表大會的代表和老撾全國的共產主義者表示衷心的祝賀……我們希望老撾人民革命黨、（老撾的）共產主義者和老撾全國在建設社會主義的過程中成功取得新成就。」蒙古人民黨主席蘇赫巴托爾·巴特包勒德祝賀老撾人革黨召開九大，預料兩黨關係將有增進，並希望老撾人革黨會為人民的幸福、財富和國家的繁榮宣布重要的措施。